# Ascidiota blepharophylla
Ascidiota blepharophylla är en bladmossart som beskrevs av Caro Benigno Massalongo. Ascidiota blepharophylla ingår i släktet Ascidiota och familjen Porellaceae. Inga underarter finns listade i Catalogue of Life.